# Гилёв-Логовской сельсовет
Гилёв-Логовской сельсовет — муниципальное образование со статусом сельского поселения и административно-территориальное образование в Романовском районе Алтайского края России.
Административный центр — село Гилёв-Лог.

## Население
| 1997  | 1998  | 1999  | 2000  | 2001  | 2002  | 2003  | 2004  | 2005  |
| ----- | ----- | ----- | ----- | ----- | ----- | ----- | ----- | ----- |
| 1320  | ↘1295 | ↗1301 | ↘1263 | ↘1228 | ↘1219 | ↘1211 | ↘1173 | ↘1130 |
| 2006  | 2007  | 2008  | 2009  | 2010  | 2011  | 2012  | 2013  | 2014  |
| ↘1122 | ↘1108 | ↘1093 | ↘1056 | ↘963  | ↘962  | ↘925  | ↘872  | ↘847  |
| 2015  | 2016  | 2017  | 2018  | 2019  | 2020  | 2021  |       |       |
| ↘836  | ↘826  | ↘821  | ↘808  | ↗817  | ↗821  | ↘806  |       |       |

Гендерный состав
По результатам Всероссийской переписи населения 2010 года, численность населения муниципального образования составила 963 человека, в том числе 445 мужчин и 518 женщин.

## Состав сельского поселения
| № | Населённый пункт | Тип населённого пункта       | Население |
| - | ---------------- | ---------------------------- | --------- |
| 1 | Гилёв-Лог        | село, административный центр | ↘846      |
| 2 | Журавли          | посёлок                      | →26       |

## Местное самоуправление
Главы сельсовета
- с 12.02.2023 — Анна Викторовна Мохова[19]